# 라자브
라자브(아랍어: رجب)는 이슬람력에서 일곱번째 달의 이름이다.
| AH   | 첫 날 (CE/AD)   | 마지막 날 (CE/AD) |
| ---- | --------------- | ----------------- |
| 1439 | 2018년 3월 18일 | 2018년 4월 16일   |
| 1440 | 02019년 3월 8일 | 02019년 4월 5일   |
| 1441 | 2020년 2월 25일 | 2020년 3월 24일   |
| 1442 | 2021년 2월 13일 | 2021년 3월 13일   |
| 1443 | 02022년 2월 2일 | 02022년 3월 3일   |
| 1444 | 2023년 1월 23일 | 2023년 2월 20일   |